# Сергеев, Владимир Борисович
Владимир Борисович Сергеев (род. в 1964 году) — военнослужащий, лётчик, майор, участник войны в Грузии 2008 года и второй чеченской войны, начальник воздушной огневой и тактической подготовки 455-й бомбардировочного авиаполка, 105-й смешанной авиадивизии, 16-й воздушной армии, Герой Российской Федерации (2010).

## Биография
Родился 23 августа 1964 года в городе Электросталь, Московская область.
Окончил среднюю школу № 17 в Электростали в 1981 году, после чего был призван в Советскую Армию. В 1985 году окончил Ейское высшее военное авиационное училище им. дважды Героя Советского Союза лётчика-космонавта СССР В. М. Комарова. Служил в авиационных частях в Чите (Забайкальский военный округ), Пензе (Приволжский военный округ), Воронеже (Московский военный округ). Принимал участие во второй чеченской войне.
15 марта 2006 года экипаж самолета Су-24М в составе летчика капитана Р. А. Островерхова и летчика-инструктора майора В. Б. Сергеева потерпел авиакатастрофу. Майору Сергееву удалось активировать систему катапультирования.
Владимир Сергеев в августе 2008 года участвовал в войне в Грузии. В бою им были уничтожены бомбовыми ударами несколько важных объектов военной инфраструктуры, а также несколько единиц военной техники Грузии, несмотря на тяжёлые условия противодействия средств противовоздушной обороны.
За мужество и героизм, проявленные при выполнении воинского долга в условиях, сопряженных с риском для жизни, майору Сергееву Владимиру Борисовичу Указом Президента Российской Федерации от 14 октября 2008 года присвоено звание Героя Российской Федерации.

## Награды
- Герой Российской Федерации (14 октября 2008 года). Медаль № 932
- Орден Мужества
- Орден «Уацамонга» (20 февраля 2019 года, Южная Осетия)[4];
- Медали